# Rehbinderhuis
Het Rehbinderhuis is een museumwoning in de Estse stad Rakvere. Het gebouw is vernoemd naar graaf Gustav Dietrich von Rehbinder, die het in 1793 liet bouwen. In 2017 schonk de gemeente Rakvere het aan de organisatie Virumaa-museums, die het na een grondige renovatie heropende als museum.

## Ests meubelmuseum
Na een renovatie van 2020 tot 2023 heropende het museum als het Ests Meubelmuseum. Het toont een diverse collectie meubels vanaf de 15e eeuw. De collectie omvat onder andere stukken van het Zwarthoofdenbroederschap en meubels uit landhuizen zoals Kasteel Alatskivi. Een groot deel van de collectie bestaat uit bruiklenen van het Ostpreußisches Landesmuseum in Lüneburg.
Altja vishutten en taverne · Burgerhuismuseum · Ests politiemuseum · Kasteel Palmse · Kasteel Rakvere · Kasteel Toolse ·  Rehbinderhuis ·  Sagrits museum